# Льодовиковий язик
Льодовиковий язик (англ. Glacial lobe) — частина долинного льодовика, що лежить нижче снігової лінії, в області абляції. Тут відбувається зменшення льодової маси внаслідок танення. Льодовикові язики займають вузькі гірські долини — троги. Можуть сягати довжини десятків км: Льодовик Габбарда (Аляска) — 145 км (завширшки 16 км), льодовик Сіачен (Каракорум) — 75 км.
На покривних льодовиках — найбільш видовжена частина, від центру зледеніння до периферії низовинними формами рельєфу (Дніпровський, Донський язик льодовика середнього плейстоцену). В сучасній Арктиці та Антарктиці крайові частини льодовика виходять в море на декілька десятків км — вивідні льодовики. Їх закінчення плавають на поверхні води (занурюючись на 1/9 власного об'єму) і постачають айсберги до Світового океану.